# Dentex barnardi
Dentex barnardi är en fiskart som beskrevs av Cadenat, 1970. Dentex barnardi ingår i släktet Dentex och familjen havsrudefiskar. IUCN kategoriserar arten globalt som livskraftig. Inga underarter finns listade i Catalogue of Life.